# Faun (banda)
Faun es una banda fundada en el año 2002 y originaria de Múnich cuyo estilo musical se puede definir como Folk rock medieval o folk pagano germánico, aunque algunos de sus temas pertenecen a la tradición de música antigua religiosa (como las Cantigas de Santa María) ya que su investigación musical pretende abarcar todo tipo de culturas. La originalidad de su estilo musical recae en el uso de instrumentos antiguos y en el canto, que es el centro de atención. Las canciones son escritas en una gran variedad de idiomas, incluyendo el alemán, el latín, la lengua galaico-portuguesa, y lenguas escandinavas. En junio de 2017, la banda tocó en República Checa por primera vez en el MeetFactory.
Sus instrumentos incluyen el arpa celta, el arpa sueca, la zanfoña, la gaita, la cítara, flautas, entre otros.

## Biografía
La banda fue creada en 1998 por Oliver «SaTyr» Pade, Elisabeth Pawelke, Fiona Rüggeberg y Birgit Muggenthaler. Dos años después, Rüdiger Maul entró en la banda como percusionista. Al tiempo que este entraba, Birgit dejaba la banda para continuar su carrera musical con otro proyecto de folk-rock, Schandmaul. En 2002, Faun lanzó su primer álbum de estudio, Zaubersprüche (en alemán, «conjuro»). Niel Mitra fue el músico invitado para este disco, y con el tiempo se volvería un integrante permanente de la banda, siendo el único tocando instrumentos electrónicos. 
En 2003, la banda lanzó su segundo álbum, Licht, e hizo presentaciones en varios festivales para dar a conocer más esta música.
Elisabeth Pawelke dejó Faun en el 2008, para enfocarse en sus estudios de música clásica en Basilea, Suiza, luego fue sustituida por Sandra Elflein, cuya voz si bien era diferente, se destacó por su virtuosismo con el violín y la zanfoña, la cual antes no era tan notoria. En 2009 lanzaron el álbum Buch der Balladen, el cual era completamente acústico: sin elementos electrónicos más allá de ambientaciones. En abril de 2010, la banda anunció que Sandra Elflein dejaría el grupo debido a su licencia de embarazo y por complicaciones de salud. 
Su ausencia fue cubierta con la incorporación de Rairda (Margareta Eibl), la cual acompañó al grupo durante dos años. En 2011, grabaron y lanzaron el disco Eden, el cual contenía canciones donde en su instrumentalización alcanzó a participar Sandra, pero la voz de Raidra era quien ahora acompañaba a Fiona. En enero de 2012 Faun anunció que Rairda abandonaba a la agrupación para ocuparse de su vida familiar y sus proyectos musicales personales. Días más tarde en su página web el grupo publicó la integración de dos nuevos componentes: Sonja Drakulich (actual cantante del grupo folk estadounidense, Stellamara) como nueva vocalista, ejecutante de dulcimer, además de percusionista y Stephan Groth (no confundir con el cantante de Apoptygma Berzerk), joven músico alemán y uno de los más prometedores en lo que a zanfoña y música fusión se refiere. En 2013, Sonja fue sustituida por Katja Moslehner.
En 2013, la banda realizó una gira por Europa, incluida Berlín.
También en 2013 la banda publicó su séptimo álbum de estudio Von den Elben, que se convirtió en el primer álbum de Faun en llegar a los diez primeros puestos en las listas de álbumes de Alemania, Austria y Suiza, y también fue su primer álbum en los dos últimos países. Fue nominado para el premio ECHO en las categorías 'National Rock / Pop Group' y 'National Newcomer of the Year'.
El 19 de agosto de 2016, la banda lanzó un nuevo álbum llamado Midgard, rápidamente alcanzó el tercer lugar en el ranking del álbum alemán. El año siguiente, Katja Moslehner dejó el grupo para seguir en solitario. La sustituyó Laura Fella.
El 15 de noviembre de 2019, la banda publicó Märchen & Mythen, su décimo álbum de estudio.
En 2020, la miembro fundadora Fiona Rüggenberg anunció su salida de la banda. Fue reemplazada por la cantante y compositora Adaya Lancha Bairacli.
Después de cinco álbumes lanzados por Universal Music Germany, Faun estableció su propio sello discográfico en 2021, Pagan Folk Records. El primer álbum que se lanzará con este sello es Pagan, de Faun, programado para abril de 2022. 

### Integrantes
- Oliver «SaTyr» Pade - Voces, buzuki, nyckelharpa, arpa celta, arpa de boca y lira. (1998-presente)
- Rüdiger Maul - Tar, riq, davul, panriqello, darabukka, timba, caxixi y otros instrumentos de percusión. (2000-presente)
- Niel Mitra - Sonido, sintetizadores. (2002-presente)
- Stephan Groth - Zanfoña, laúd y whistles. (2012-presente)
- Laura Fella - Voces, tambor de marco, mandola. (2017-presente)
- Adaya Lancha Bairacli - Voces, gaita, flautas, bandurria, arpa celta, buzuki. (2020-presente)

### Antiguos integrantes
- Elisabeth Pawelke - Voces (mezzosoprano), zanfoña. (1998-2008)
- Birgit Muggenthaler (1998-2000, actualmente es miembro de la banda Schandmaul) - Whistles, gaitas, flauta, voces.
- Sandra Elflein - Voces, violín, zanfoña y flautas (2007-2010).
- Rairda (Margareta Eibl) - Voces, arpa celta, piano, flautas, y zanfoña. (2010-2012)
- Sonja Drakulich - Voces, percusión (actuaciones en vivo y acústicas). (2012-2013)
- Katja Moslehner - Voces, percusión.  (2013-2017)
- Fiona Rüggeberg - Voces, flautas, gaita, seljefløyte. (1998-2020)

## Estilo

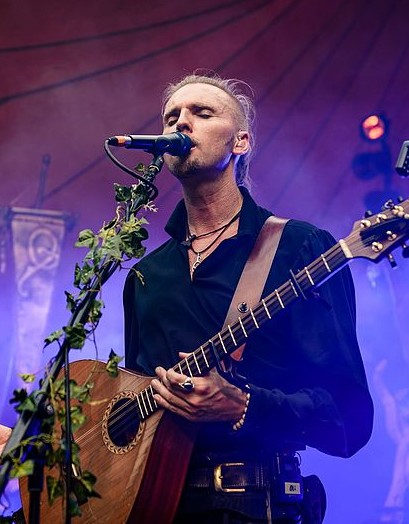
Oliver Pade.

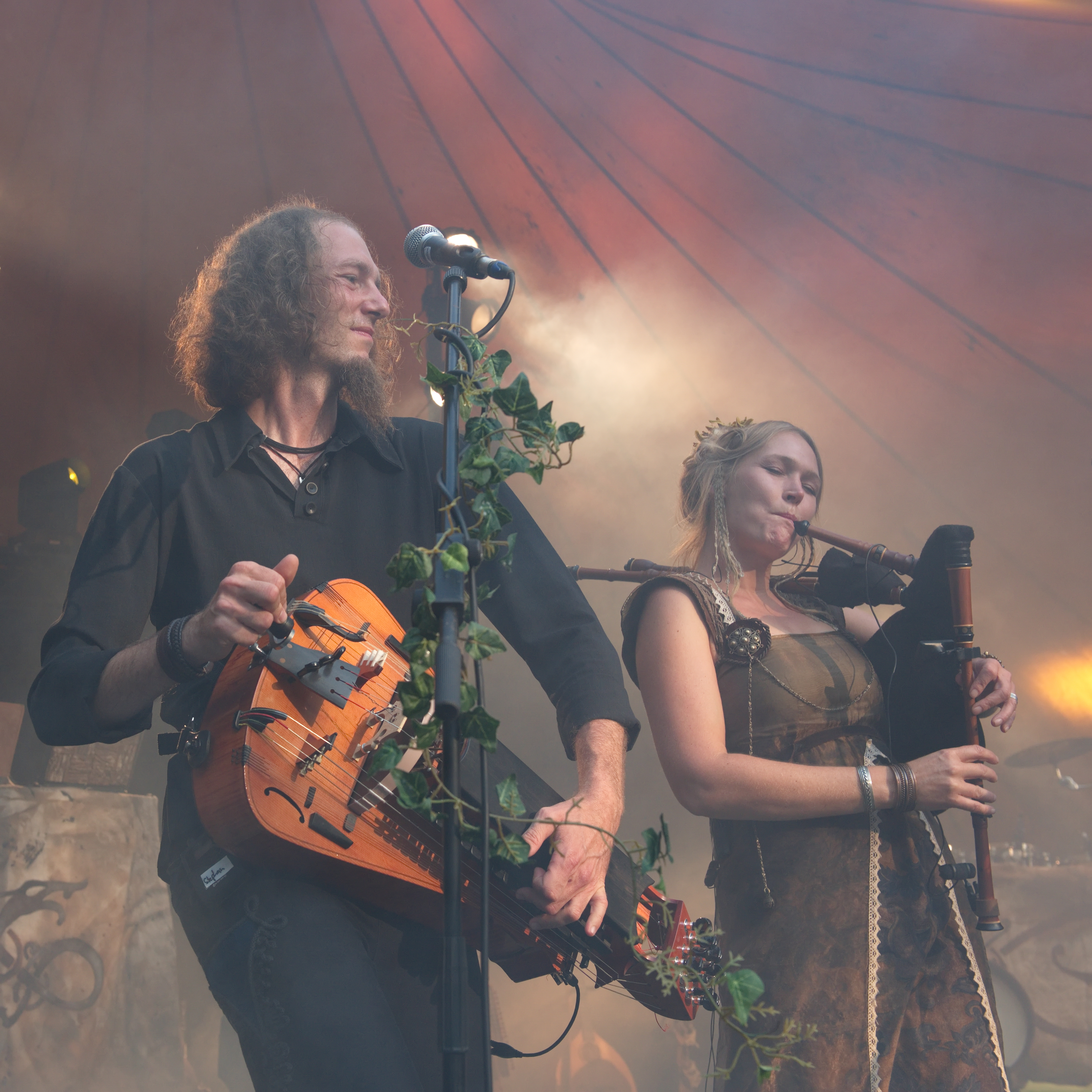
Stephan Groth y Fiona Rüggeberg.

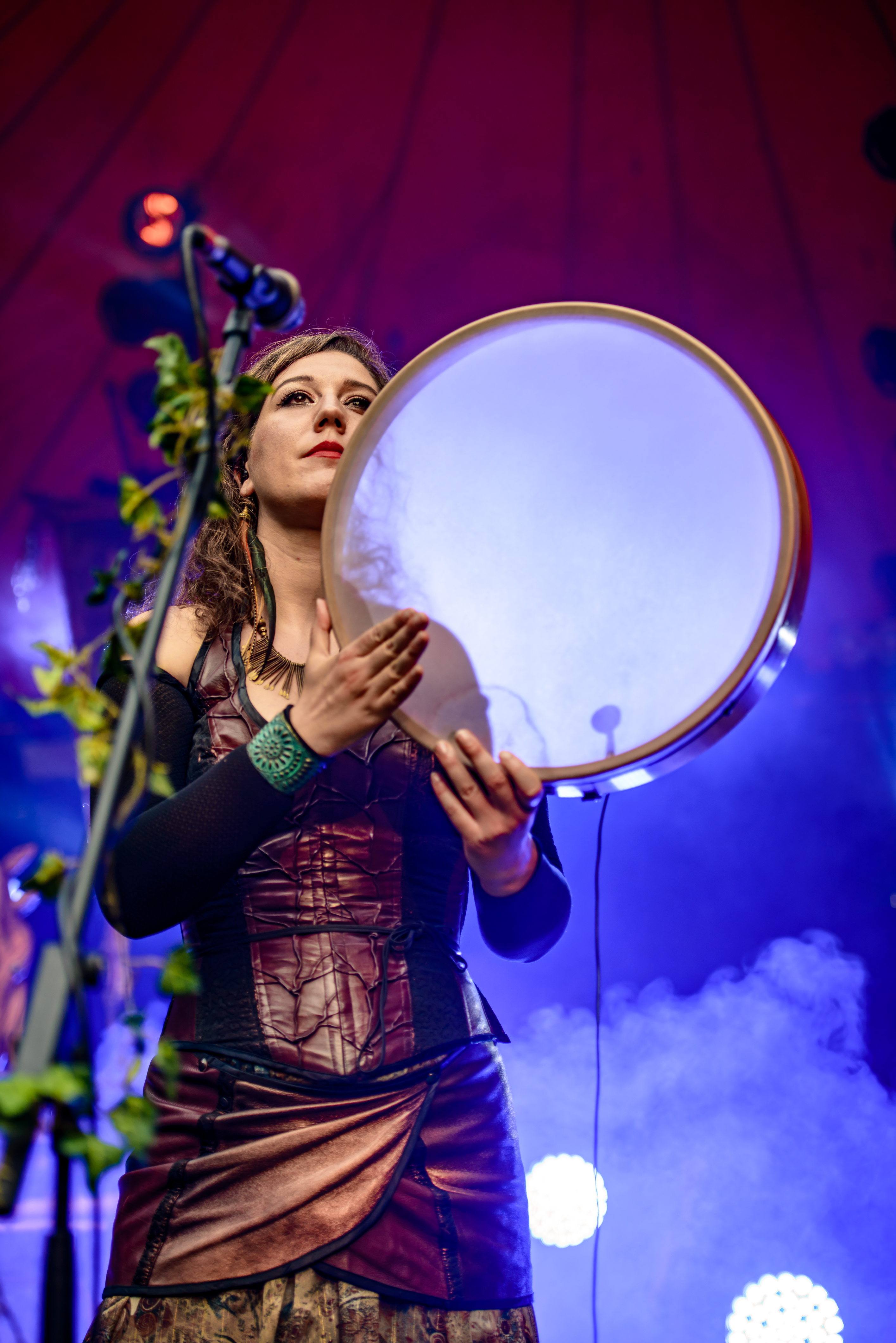
Katja Moslehner en 2016.

### Música
Para expresar su propio vínculo con la Naturaleza la banda acuñó el término "Pagan Folk", para nombrar el estilo de sus conciertos. Aunque el término fue inicialmente usado para conciertos electrónicamente amplificados, ahora es usado por los fanes y la banda para definir el género de su música. Una cita de Oliver Pade revela otra posibilidad para haber escogido este término; "No sabíamos que clase de música estábamos tocando, así que decidimos llamarlo paganfolk" (Oliver dijo esto en el anuncio de una canción en el 2004 en el Summer Darkness en Utrecht, Países Bajos).
En el repertorio musical de Faun, hay desde melancólicas baladas hasta exuberantes danzas como el An Dro bretón. Sus creaciones se inspiran en ciertas épocas y regiones, así como también poseen una gran variedad de composiciones originales.
Faun combina estilos persas y árabes con melodías de arpa sueca y letras en alto alemán medio. Igualmente son distinguidas las voces de Elisabeth Pawelke y Fiona Rüggeberg, casi siempre a dos voces y en grabaciones recientes, conducidas por el ritmo de Niel Mitra.
En su álbum debut, Zaubersprüche, se encuentran baladas de entre el período del Medioevo tardío y el Romanticismo. La instrumentación se mantiene enteramente acústica, y no incluye elementos ni ritmos electrónicos excepto en un solo tema, de forma muy camuflada (arreglo de Niel Mitra). En su segundo álbum , llamado Licht, destacan temas más rítmicos y alegres como Andro, Unda y la canción doble Deva/Punagra. En Renaissance, aparecen con más fuerza las melodías medievales, entre ellas su interpretación de "Da Que Deus", una de las cantigas de Alfonso X El Sabio, con algunas variaciones hechas por el grupo, cabe destacar que se trata de música sacra, lo que para el grupo, es parte de su investigación musical, tanto como lo es el paganismo. Posteriormente en Totem aparecen temas más tranquilos, pero no por ello menos ornamentados; destacan temas como "2 Falken" ,muy electrónico, donde la voz de Pawelke y el chelo dialoga con los arreglos y efectos que Mitra añade, o también canciones como "Unicorne" o "Tinta" donde los estudios como mezzosoprano de Pawelke comienzan a notarse, junto con el arpa céltica de Olivier y los vientos de Fiona, el cual se roba la atención con el tema "Karuna". En su álbum en vivo Faun & The Pagan Folk Festival - Live junto a Sieben e In Gowan Ring crean un disco continuo, donde los tres proyectos musicales mezclan sus talentos en temas de cada uno. Junto a Sandra en Das Buch Der Balladen, la zanfoña se hace notar así como el sonido del violín que aparece junto a los otros instrumentos de Faun, el disco recopila no solo baladas medievales como "Der Wilde Wassermann" o "Tanz Über Die Brücke", sino algunas composiciones propias y colaboraciones de otros músicos en "Brynhildur Táttur". Con Rairda en Eden, a diferencia de su último álbum de estudio junto a Mitra (Totem), este disco trae temas más bailables y animados, pero con muy trabajada ornamentación y arreglos, en comparación con Licht, destacan temas como "Iduna" , "Hymn to Pan" , "Zeitgeist" y "Adam Lay Ybounden". Cabe destacar que este disco por primera vez trae letras en inglés, tanto moderno como antiguo, junto a letras en idiomas nórdicos además cuenta con la colaboración de artistas como Mediæval Bæbes como coro junto a Fiona y Rairda en "Lupercalia" y Adam Hurst como chelista en "Alba", además el booklet fue diseñado con obras de Brian Froud, Kris Kuksi y Julia Jeffrey.

### Letras
Su originalidad recae, además de su música y su estilo, en sus letras que son escritas en una gran variedad de idiomas aparte del alemán y sus diferentes dialectos, en español, francés, galaicoportugués, húngaro, inglés, islandés y latín entre otros.

### Significado del nombre
El nombre Faun procede de la antigua mitología grecorromana. Según la banda, esta figura es descrita como un espíritu del bosque, lo que expresa la conexión y el vínculo de la banda con la naturaleza. Por la misma razón el sobrenombre de Oliver Pade es SaTyr, un ser estrechamente relacionado con el Fauno.

## Discografía

### Álbumes de estudio
- Zaubersprüche (2002)
- Licht (2003)
- Renaissance (2005)
- Totem (2007)
- Buch der Balladen (2009)
- Eden (2011)
- Von den Elben (2013)
- Luna (2014)
- Midgard (2016)
- XV - Best Of (2018)
- Märchen & Mythen (2019)
- Pagan (2022)

### Álbumes en vivo
- Faun & The Pagan Folk Festival - Live feat. Sieben & In Gowan Ring (2008)

### DVD
- Lichtbilder (2004)
- Ornament (2008)

La banda también participa como músicos invitados en varias canciones del álbum Illumination de Mediæval Bæbes. Además, Oliver tiene varios proyectos paralelos como Sava junto a Birgit Muggenthaler y Folk Noir junto a Kaat Geevers